# Maurice Lachâtre
El barón Maurice de La Châtre, por su seudónimo Maurice LaChâtre, es un escritor y editor francés, nacido el 14 de octubre de 1814 en Issoudun (Indre), y fallecido 9 de marzo de 1900 en París.
Personaje polifacético, hombre de libros, publicó diccionarios, algunos marcados por la influencia del pensamiento libertario. Amigo de Pierre-Joseph Proudhon, su colaborador es André Girard, cercano a Jean Grave. Anticlerical, fue el primero en publicar El capital de Karl Marx en francés y realizó un experimento comunitario.

## Biografía
Hijo del coronel Pierre Denis, barón de La Châtre, el joven Maurice fue estudiante en el pritaneo de La Flèche, luego en Saint-Cyr.
Alrededor de los 20 años, Maurice Lachâtre se unió a las filas de los saintsimonianos y luego decidió irse a Oriente. Pero tuvo que detenerse en Var en 1835. Se instaló en Le Muy y trabajó como carpintero, al mismo tiempo que se dedicaba a la propaganda sansimoniana. Por este motivo, fue detenido por la policía, no sin dificultades, y, el 11 de abril de 1835, el tribunal de Draguignan lo condenó por abrir una escuela sin autorización. Luego trabajó para el librero Robert Arnault.

### Los inicios de la edición
Maurice Lachâtre se instaló profesionalmente en París en 1839. En primer lugar realiza dos actividades : una actividad bancaria — Fundó un banco de cambio con un socio llamado Denisard Hypolite Léon RIVAIL, muy conocido en el mundo oculto, pero también dos sucursales del Banco de Cambio y un periódico. — y una actividad editorial en el distrito 9 de París. Allí comenzó su carrera publicando los Crímenes célebres de Alejandro Dumas. Publicó durante este período, en 1840, Fourier y su sistema de Zoé de Gamond, y, en 1841, La organización del trabajo de Louis Blanc  3 ed.), y los Fragmentos históricos de Luis Napoleón Bonaparte. Durante el período 1841-1843, estuvo cerca de Luis Napoleón Bonaparte, quien le confió El análisis de la cuestión del azúcar.
Durante sus inicios como editor, escribió una Historia de los Papas, Misterios de iniquidades de la corte de Roma, que apareció en diez volúmenes ilustrados en 1842 y 1843 y que pasó por varias reediciones y traducciones.
En 1846, adquirió el castillo de Arbanats, en Gironda.
En 1848 parece haber desempeñado un papel activo en París; es delegado del Comité Electoral Democrático, junto a sus amigos Louis Blanc y Félix Pyat.
En noviembre de 1849, el editor puso a la venta los primeros números de Los misterios del pueblo de Eugène Sue, utilizando para ello un sistema de bonificación de fidelidad (la publicación, interrumpida varias veces, duró hasta 1857). Dirigió Le dictionnaire universel (volumen 1 - A á G en 1852, volumen 2 H a Z en 1854) seguido de Le Nouveau Dictionnaire universel, Panthéon historique, littéraire et encyclopédie illustrée, incluidos los dos volúmenes fuertes (tomo 1, 1865, y tomo 2 , 1870) condensan el pensamiento progresista de la época: Fourierismo, saint-simonismo, espiritismo, socialismo, homeopatía, reforma ortográfica, etc.
En esta época, Maurice Lachâtre era cercano a Pierre-Joseph Proudhon. En 1852, dividió su dominio de Arbanats, que sirvió como punto de partida de una «commune-modèle», que reunirá un banco comunal, una caja mutua, dos escuelas, un dispensario.
De 1855 a 1857 publicó una reducción de su diccionario, bajo el título de Dictionnaire français illustré.

### Disputas legales
En 1857, se confiscaron al editor 60 000 ejemplares de Mystères du peuple. El tribunal condena a Maurice Lachâtre a un año de prisión, una multa de 6 000 francos y dos años de inmovilización física; ordena la destrucción de las fotografías, la incautación y destrucción de la obra por «Ultraje a la moral pública y religiosa y a las buenas costumbres. – Indignación a la religión católica. – incitación al odio y al desprecio de los ciudadanos entre sí. – incitación al odio y al desprecio del gobierno. – apología de hechos tipificados como delitos o faltas por la legislación penal. – ataques contra el principio de propiedad». El 14 de julio del año siguiente, Maurice Lachâtre fue nuevamente condenado, como autor del Dictionnaire universel, por "atentado a la moral y a las buenas costumbres religiosas públicas, a la religión católica, incitación al odio y al desprecio de los ciudadanos entre sí, apología de hechos calificados como delitos o faltas», una multa de 6 000 francos y cinco años de prisión mientras la obra fuera confiscada y destruida. Luego tuvo que refugiarse en Barcelona. Una nueva condena lo golpeó en 1859 por el Dictionnaire français illustré. Se le acusa de haber ultrajado la moral pública y religiosa, de haber ultrajado y ridiculizado una religión cuyo establecimiento está legalmente reconocido en Francia, de haber intentado perturbar el orden público incitando a los ciudadanos unos contra otros, de haber cometido el delito de ataque contra el respeto debido a las leyes y a los derechos que éstas han consagrado y haber defendido hechos calificados como delitos y faltas por el derecho penal.
En noviembre de 1864, Maurice Lachâtre regresa a París, primero colabora con la Librairie Internationale y luego funda los muelles de la librería, donde libros y periódicos se codean con artículos de joyería y relojería. A partir de mayo 1865 comenzó a publicar los números de su Nouveau Dictionnaire universel. Allan Kardec, uno de sus colaboradores, lo publicitó en la comunidad espiritista. Desarrolló su sistema de suscripción y venta de viviendas hasta convertirlo en una red nacional con corresponsales en el extranjero. En diciembre de 1867, unió fuerzas con Figaro, luego comenzó a publicar la Nouvelle Encyclopédie nationale y preparó una versión ilustrada de Histoire de la Révolution française de Louis Blanc.

### Exilio

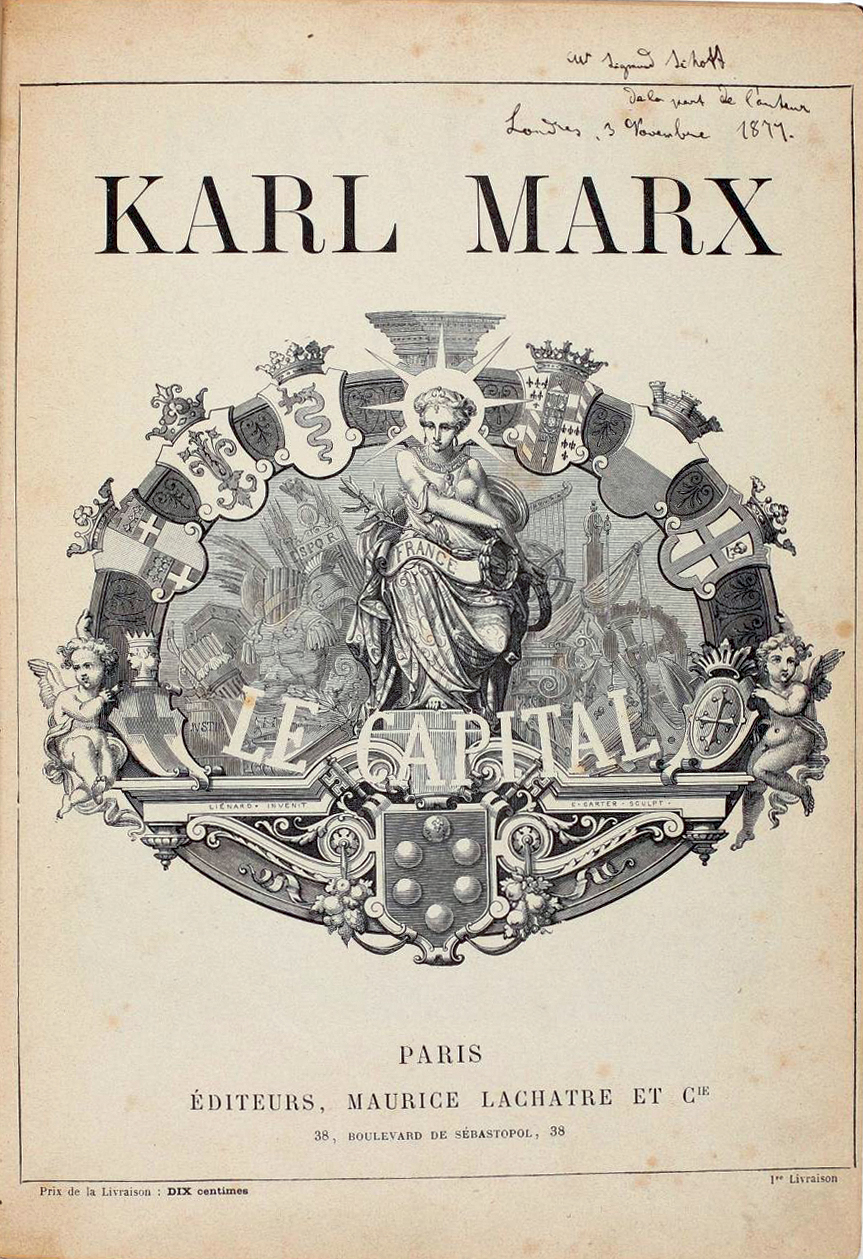
Primera edición francesa de El capital de Karl Marx.

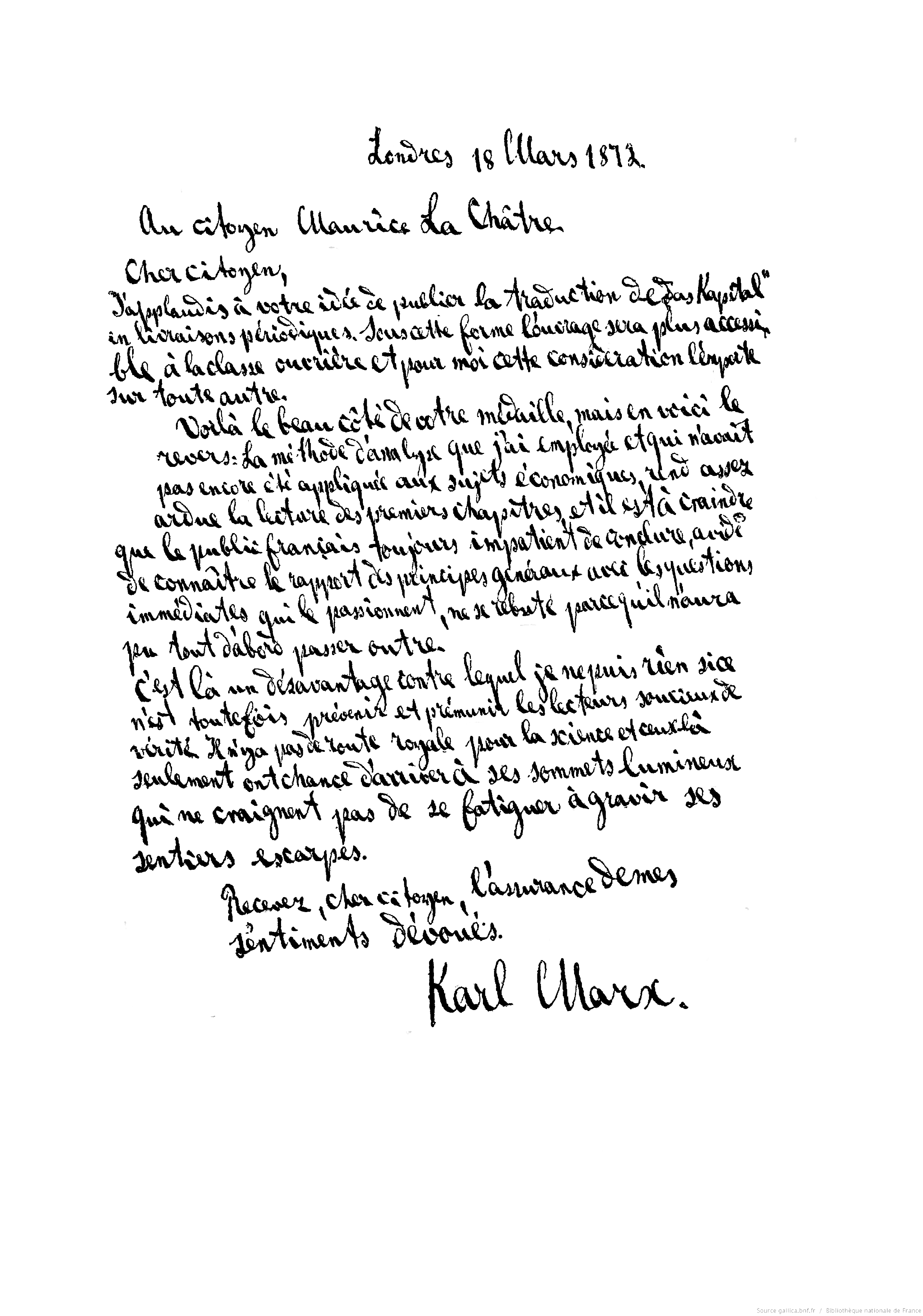
Carta de Karl Marx a Maurice Lachâtre, traducida al alemán por Joseph Roy, 1872.

Durante el sitio de París (1870-1871), colaboró con el periódico Le Combat, fundado por Félix Pyat, luego con Le Vengeur. Tras la caída de la Comuna de París, se instaló en San Sebastián (España) y comenzó a editar la primera traducción francesa de El capital de Karl Marx que sería la única traducción revisada por el autor. Se dirigió a Bélgica, de donde fue expulsado y luego pasó a Suiza, donde continuó la publicación del Manuel des confesseurs, lo que le valió ser condenado en rebeldía en Lieja.
Indultado el 17 de mayo de 1879, regresó a París, y publicó en 1880 su Histoire de l'Inquisition, Capital et travail de Ferdinand Lassalle y 1848 de Victor Marouck. Al año siguiente, volvió a publicar su Nuevo Diccionario Universal, precedido de una carta de Léon Cladel. Luego, comenzó a colaborar con Hector France, quien escribiría Les Mystères du monde, una secuela planeada por Eugène Sue de Mystères du peuple.
Maurice Lachâtre se acercó a los anarquistas hacia el final de su vida. Su punto de inflexión se materializó con la publicación, de 1894 a 1898, de los tres volúmenes de su Dictionnaire-journal.
André Girard fue secretario de redacción del Dictionnaire La Châtre (1898-1907), obra esencialmente póstuma, ya que Maurice Lachâtre murió en 1900.
Tuvo dos hijas, Amélie (de la que Eugène Sue fue padrino) y Marie-Victoire, nacidas en 1850 y 1867.
La librería duró hasta 1914 con algunos jóvenes periodistas libertarios, entre ellos Henri Fabre.

## Trabajo como editor
Las principales obras publicadas por Lachâtre estuvieron bajo los nombres sucesivos de Administración de la Biblioteca, Muelles de la Biblioteca y Librairie du Progress.
- 1839-1843, Alexandre Dumas, Crímenes célebres, 8 volúmenes
- 1840, Bibliophile Jacob, Les papillons noirs du bibliophile Jacob, 4 números encuadernados
- 1840, Zoé Gatti de Gamond, Fourier et son système, 4 ed., 384 p.
- 1841, Louis-Napoléon Bonaparte, Fragments historiques. 1688 et 1831
- 1841, Louis Blanc, Organisation du travail. Association universelle. Ouvriers. Chefs d'ateliers. Hommes de lettres, en-12, 224 p.
- 1842, Prince de la Moskowa, Des régences en France. Étude de la question soulevée par la loi de la régence, envisagée au point de vue historique et politique, en-12
- 1842-1843, Moquard, Nouvelles Causes célèbres ou fastes du crimes, que comienza en 1842, Administración de librerías y Pourrat Frères, 6 volúmenes
- 1842-1843, Maurice La Châtre, Histoire des Papes, crimes, meurtres, empoisonnements, parricides, adultères, incestes depuis Saint-Pierre jusqu’à Grégoire XVI, 10 vols. en–8
- 1843-1844, Capitán Gabriel Lafond de Lurcy, Voyages autour du monde, naufrages célèbres, voyages dans les Amériques, 8 volúmenes, en-8
- 1844, A. Arnould, Alboize du Pujol y A. Maquet, Histoire de la Bastille, seguida de Alboize du Pujol y A. Maquet, Le Donjon de Vincennes depuis sa Fondation jusqu’à nos jours, 8 volúmenes
- 1849, Anónimo [Lachâtre Maurice], La République démocratique et sociale. Exposition des principes socialistes et de leur application immédiate en France, 1849, 2 ed., in–8
- 1849-1857, Eugène Sue, Les Mystères du peuple à travers les âges, Administración de la librería en París, 10 F, entrega de 50 c, 120 entregas para 6 vols., 10 volúmenes
- 1850, Emile Girardin, L’Abolition de la misère par l’élévation des salaires. Lettres à Monsieur Thiers, rapporteur de la commission de l’Assistance et de la prévoyance publique
- 1851, Bernard Sarrans, Histoire de la Révolution de février 1848, 2 volúmenes
- 1852-1856, Maurice Lachâtre, Dictionnaire universel, panthéon littéraire et encyclopédie illustrée…, 2 volúmenes
- 1852, Paul Lacroix, Costumes historiques de la France, 8 vols.
- 1855-1857, Maurice La Châtre, Dictionnaire français illustré. Panthéon littéraire, scientifique, biographique, dictionnaire d'histoire, de botanique, de géographie, encyclopédie des arts et métiers, 2 volúmenes.
- 1856-1858, Maurice La Châtre, Dictionnaire des écoles
- 1865-1870, Maurice La Châtre, Nouveau dictionnaire universel
- 1867-1868, Études sur le spiritisme, le spiritualisme et la magnétisme, revista mensual
- 1868, Gavarni, Masques et visages, Muelles de la librería y Le Figaro
- 1869, Annales des Tribunaux illustrées, Procès célèbres français et étrangers.
- 1870, Maurice La Châtre, Nouvelle Encyclopédie nationale
- 1872-1875, Carlos Marx, Le Capital. Critique de l’économie politique, Livre premier. Le développement de la production capitaliste, trad. J. Roy, íntegramente revisado por el autor, 4°, 351 p.
- 1874, M Jean-Baptiste Bouvier, Le Manuel des confesseurs, ou les diaconales. Disertación sobre el sexto mandamiento y suplemento del tratado sobre el matrimonio, con prólogo y comentarios de Maurice Lachâtre ed. - impreso. E.–J. Carlier, Bruselas
- 1880, Victor Marouck, Les Grandes Dates du socialisme, juin 1848, 176 páginas
- 1880, Albert Eberhard, Shoeffle, La Quintessence du socialisme, traducción francesa de B. Malon, 1880. 114 p.
- 1882, Léon-Alpinien, Cladel N'a-qu'un-œil, ill., 230 p.
- 1883, Hector France, Le Péché de sœur Cunégonde ou le beau vicaire,, coll. “ Los misterios del confesionario »
- 1896, Alfred Berthezène, La Révolution, poème national, 130 p.
- 1898-1899, Héctor Francia, Les Mystères du monde
- 1894-1899 (hacia), Maurice Lachâtre, Dictionnaire-Journal, 3 volúmenes
- 1898-1907, Dictionnaire la Châtre, nouvelle encyclopédie universelle illustrée, 4 volúmenes
- 1900, Emile Delaurier, Crítica de la Biblia.

## Enlacex externos
- Esta obra contiene una traducción  derivada de «Maurice Lachâtre» de Wikipedia en francés, concretamente de esta versión del 4 de septiembre de 2023, publicada por sus editores bajo la Licencia de documentación libre de GNU y la Licencia Creative Commons Atribución-CompartirIgual 4.0 Internacional.

- Datos: Q511801
- Multimedia: Maurice Lachâtre / Q511801